# إدنا هاركر توماس
إدنا هاركر توماس (بالإنجليزية: Edna Harker Thomas)‏ هي مُدرسة أمريكية، ولدت في 11 أبريل 1881 في تايلورزفيل في الولايات المتحدة، وتوفيت في 29 أبريل 1942 في واشنطن العاصمة في الولايات المتحدة.